# Paul Kruger
Stephanus Johannes Paulus Kruger (se pronunță „Krüger”) (n. 10 octombrie 1825 în Vaalbank la Colesberg, Africa de Sud – d. 14 iulie 1904 în Clarens, Elveția) a fost un politician sud african. 
Paul Kruger provine dintr-o familie de origine germană care au făcut parte din coloniștii din Africa de Sud. Predecesorul său Jacobus Krüger ajunge în Africa de Sud în anul 1713 ca mercenar la Compania Olandeză a Indiilor de Est. Originar dintr-o familie de confesiune calvinistă, Kruger este convins de ideea că este o datorie sacră a albilor creștini de a cuceri Africa. Ca și copil retrăiește el conflicte dintre buri din care provine și familia lui și englezi. La vârsta de 10 ani participă împreună cu familia lui la drumul anevoios și plin de lipsuri al convoiului burilor din Colonia Cap spre nord Marele Treck. Familia lui Kruger se va așeza la nord de râul Vaal la 80 km vest de Johannesburg. Invață ca autodidact să scrie și să citească, la vârsta de 16 ani moștenește o fermă numită „Waterkloof ”la ca. 100 km la nord de casa părintească. Din prima lui căsătorie îi moare soția și copilul de 4 ani bolnavi de malarie (1846). Cu soția a doua o verișoară va avea 16 copii, Kruger devine un luptător încercat, fiind obligat să se apere tot timpul împotriva atacurilor populației băștinașe. Zece ani mai târziu devine comandantul general militar al Statului Bur Transvaal, iar în anul 1881 refuză să cedeze politicii de expansiune britanice și participă împreună cu Pretorius și Joubert în fruntea unei armate bure la bătălia de la Amajuba unde vor învinge armata engleză, devenind în anul 1882 președintele Republicii Transvaal. În anul 1886 se descoperă aur în Transvaal ceea ce a ademenit căutătorii de aur și pe englezi. Motiv care determină pe „Cecil Rhodes” premierul coloniei Cap britanice să ia diferite măsuri de provocări a unui război cu cele două state bure, Orania și Transvaal, pretextul războiului a fost lipsa dreptului de a participa la alegeri a căutătorilor de aur.
Intre anii 1899–1902 au loc două războaie la început armata bură a opus o rezistență dârză armatei britanice, dar în cele din urmă sunt învinși de superioritatea numerică a adversarului. Kruger moare în anul 1904 exilat în Elveția.